# Real Power
Real Power è il sesto album studio del gruppo statunitense Gossip, uscito il 22 marzo 2024 con etichetta Columbia e prodotto da Rick Rubin. Il primo singolo estratto è stato "Crazy Again" uscito il 17 novembre 2023.

## Tracce
1. Act Of God – 3:21
2. Real Power – 4:15
3. Don't Be Afraid – 3:34
4. Crazy Again – 3:17
5. Edge of the Sun – 3:48
6. Give it Up for Love – 2:54
7. Turn the Card Slowly – 4:27
8. Tell Me Something – 4:09
9. Light it Up – 3:06
10. Tough – 3:38
11. Peace and Quiet – 3:29

Formazione
- Beth Ditto – voce
- Hannah Blilie – percussioni, batteria
- Nathan Howdeshell – chitarra, tastiere, basso, mixer